# ازدراع
الازدراع في علم الأحياء هي تقنية لاستنبات الخلايا عضويًا من قطعة أو قطع من الأنسجة أو من عضو مستخرج من نبات أو حيوان. والمُزدرع أو النسيج المُزدَرع يُطلق على العينات التي حُصل عليها من أي جزء من الكائن الحي. عملة الازدراع عملية مُعقّمة، ويمكن استخدام المُزدرع لمدة أسبوعين إلى ثلاثة أسابيع.
الميزة الرئيسة للازدراع هي الحفاظ على الخلايا حية في المختبر لفترة قصيرة من الزمن. يسمح هذا الإعداد التجريبي للباحثين بإجراء التجارب وتصور تأثير الاختبارات بسهولة. 